# 콘스티투시온

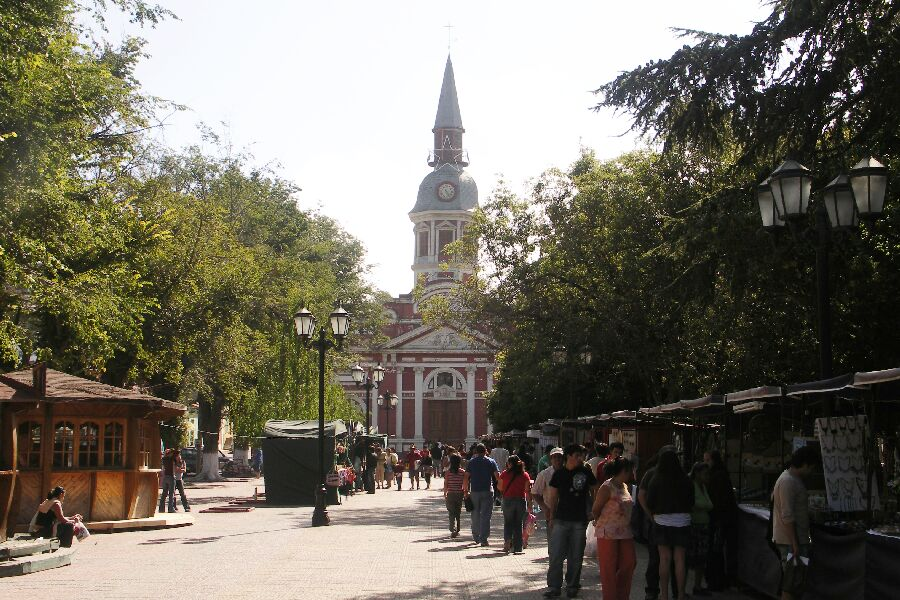
콘스티투시온

콘스티투시온의 위치

콘스티투시온(스페인어: Constitución)은 칠레 마울레 주 탈카 현에 위치한 코무나로 면적은 1,343.6km2, 높이는 75m, 인구는 41,207명(2012년 기준)이다. 도시가 설립된 시기는 1794년이다.
도시 이름은 스페인어로 "헌법"을 뜻한다. 원래 이름은 "누에바빌바오"(Nueva Bilbao)였지만 1828년 칠레 헌법 제정을 기념하기 위한 차원에서 변경되었다.